# Balthazar de Vias
Pour les articles homonymes, voir Vias.
Balthazar de Vias, né en 1587 à Marseille et mort en 1667, est un poète français néolatin.

## Biographie
Il était docteur en droit, mais s'occupa aussi de numismatique, d'astronomie et surtout de poésie. Il assista aux États généraux de 1614 en qualité d'assesseur de la ville de Marseille et fut nommé par Louis XIII gentilhomme de la chambre du Roi et conseiller d'État. Il a laissé, sous le titre de Henricæa (1606), un recueil de poésies diverses dédié à Henri IV, que l'on a comparé à La Henriade de Voltaire. Ses poésies sont dites pleines d'élégance et de facilité.

## Publications
- Harangue funèbre sur la mort du très chrétien roi de France et de Navarre Henri IV (1610)[1]
- Silvæ regiæ, 1623
- Charitum libri III, 1660